# Turngemeinde Frankenthal
Turngemeinde Frankenthal is een Duitse hockeyclub uit Frankenthal. De club werd opgericht op 22 maart 1922 en heeft ongeveer 1000 leden. Naast hockey kan er op deze vereniging ook schermen, atletiek, turnen, faustball  en jazzdans beoefend worden. Het herenteam komt uit in de Bundesliga waarin het in 1979, 1980 en 1983 kampioen werd. In 1984 won de club de Europacup I.